# 扇鳍凹腹鳕
扇鳍凹腹鳕（学名：Ventrifossa rhipidodorsalis）为长尾鳕科凹腹鳕属的鱼类。分布于日本南部土佐湾水深605米海区以及东中国海琉球海沟西侧自北端到南端钓鱼岛以东各处等，属于西北太平洋深海底层鱼类。其一般生活于水深约220-650米海区。该物种的模式产地在Tosa湾。